# Cratere Idah
Idah è un cratere sulla superficie di Marte.